# Euproctis stenoptila
Euproctis stenoptila är en fjärilsart som beskrevs av Collenette 1938. Euproctis stenoptila ingår i släktet Euproctis och familjen tofsspinnare. Inga underarter finns listade i Catalogue of Life.